# Sphaeroparia minuta
Sphaeroparia minuta är en mångfotingart som beskrevs av Carl Graf Attems 1909. Sphaeroparia minuta ingår i släktet Sphaeroparia och familjen Fuhrmannodesmidae. Inga underarter finns listade i Catalogue of Life.